# C.J. Elleby
Charles James Elleby, detto C.J. (Federal Way, 16 giugno 2000), è un cestista statunitense.

## Carriera

### High school
Elleby è nato a Federal Way, Washington, è cresciuto a Seattle, Washington e ha frequentato la Cleveland High School.  Al secondo anno ha segnato una media di 16 punti e 10 rimbalzi e ha contribuito a portare Cleveland ai play-off statali. Ha una media di 23,0 punti, 13,0 rimbalzi e 4,0 assist a partita ed è stato nominato seconda squadra All- Metro League nella sua stagione junior.  Elleby aveva una media di 23,5 punti a partita da senior ed è stato nominato prima squadra All-Metro e prima squadra All-State dall'Associated Press e The News Tribune. Elleby si è impegnato a giocare a basket al college nello Stato di Washington all'inizio del suo ultimo anno su offerte da Washington e Seattle.

### College
Elleby ha segnato una media di 14,7 punti e 7,1 a partita come una vera matricola ed è stata nominata nella squadra All-Freshman della Pac-12 Conference .  Ha segnato un record stagionale di 26 punti contro il rivale Washington .  In seguito al licenziamento dell'allenatore della WSU Ernie Kent , Elleby inizialmente ha dichiarato per il draft NBA 2019 ma non ha assunto un agente e alla fine ha deciso di tornare nello Stato di Washington per la sua seconda stagione.
Elleby è entrato nella sua seconda stagione come prima squadra preseason All-Pac-12 ed è stato nominato nelle liste di controllo Julius Erving e Wooden Award. Elleby è stato nominato Pac-12 Player of the Week il 20 gennaio 2020 dopo aver segnato 25 punti con 14 rimbalzi di carriera in una vittoria per 72-61 contro l'ottavo posto in classifica Oregon e aver segnato 22 punti con nove rimbalzi e cinque assist in una vittoria per 89-76 sull'Oregon State. Elleby ha segnato un record di 27 punti con 12 rimbalzi e ha ottenuto un vantaggio da tre punti a quattro secondi dalla fine per battere l'Arizona State 67-65. Elleby ha stabilito un nuovo record in carriera con 34 punti, ottenendo anche 10 rimbalzi il 9 febbraio 2020 in una vittoria per 79-67 su Washington.  Elleby è diventato il terzo giocatore più veloce nella storia di Cougars a segnare 1.000 punti in carriera durante una prestazione di 21 punti in una vittoria 78-74 su Washington per completare una spazzata della stagione regolare degli Huskies.  Al termine della stagione regolare, Elleby è stata nominata nella First Team All-Pac-12.  Al secondo anno, Elleby aveva una media di 18,4 punti e 7,8 rimbalzi a partita.  Dopo la stagione, ha dichiarato per il draft NBA 2020 .  Il 31 luglio Elleby annunciò che sarebbe rimasto nella leva, rinunciando a due stagioni di ammissibilità al college.

### NBA

#### Portland Trail Blazers (2020-2022)
Elleby è stato selezionato con la 46ª scelta nel Draft NBA 2020 dai Portland Trail Blazers. Il 22 novembre ha firmato un contratto di due anni e ha annunciato che avrebbe indossato il numero 16 con Portland.

## Statistiche

### NCAA
| Anno      | Squadra           | PG | PT | MP   | TC%  | 3P%  | TL%  | RP  | AP  | PRP | SP  | PP   |
| --------- | ----------------- | -- | -- | ---- | ---- | ---- | ---- | --- | --- | --- | --- | ---- |
| 2018-2019 | Wash. St. Cougars | 32 | 28 | 31,0 | 43,6 | 41,4 | 66,1 | 7,1 | 3,0 | 1,0 | 0,6 | 14,7 |
| 2019-2020 | Wash. St. Cougars | 32 | 32 | 33,4 | 39,6 | 33,9 | 82,3 | 7,8 | 1,9 | 1,8 | 0,8 | 18,4 |